# Ołeksandr Tkaczenko (wioślarz)
Ołeksandr Wołodymyrowycz Tkaczenko (ukr. Олександр Володимирович Ткаченко; ur. 19 czerwca 1960 w Kijowie) – ukraiński wioślarz reprezentujący ZSRR, brązowy medalista igrzysk olimpijskich i mistrzostw świata.

## Kariera
Wystąpił na igrzyskach olimpijskich w Moskwie w 1980, gdzie osada ZSRR w składzie: Wiktor Kakoszyn, Andrij Tyszczenko, Ołeksandr Tkaczenko, Jonas Pinskus, Jonas Narmontas, Andrij Łuhin, Ołeksandr Mancewycz, Ihar Majstrenka i Hryhorij Dmytrenko (sternik) zajęła trzecie miejsce w ósemkach. W finale uplasowali się o 3,61 sekundy za osadą NRD i o 0,74 sekundy za osadą Wielkiej Brytanii. Był to jego jedyny start olimpijski.
W tej samej konkurencji zdobył także brąz na mistrzostwach świata w Bledzie (1979).
Uhonorowany tytułem Zasłużonego Mistrza Sportu ZSRR. Jedyny tytuł mistrza ZSRR zdobył w 1980, kiedy zwyciężył w ósemkach.